# Sergiosmirnovia unisetosa
Sergiosmirnovia unisetosa – gatunek widłonoga z rodziny Cyclopidae. Opisał go w 1982 roku ukraiński zoolog Władysław Monczenko, nadając mu nazwę Smirnoviella unisetosa.